# چشمان
چشمان (به ترکی آذربایجانی: Çeşman) یک منطقهٔ مسکونی در جمهوری آذربایجان است که در شهرستان لریک واقع شده‌است. چشمان ۲۳۷ نفر جمعیت دارد.